# Francesco d'Elci

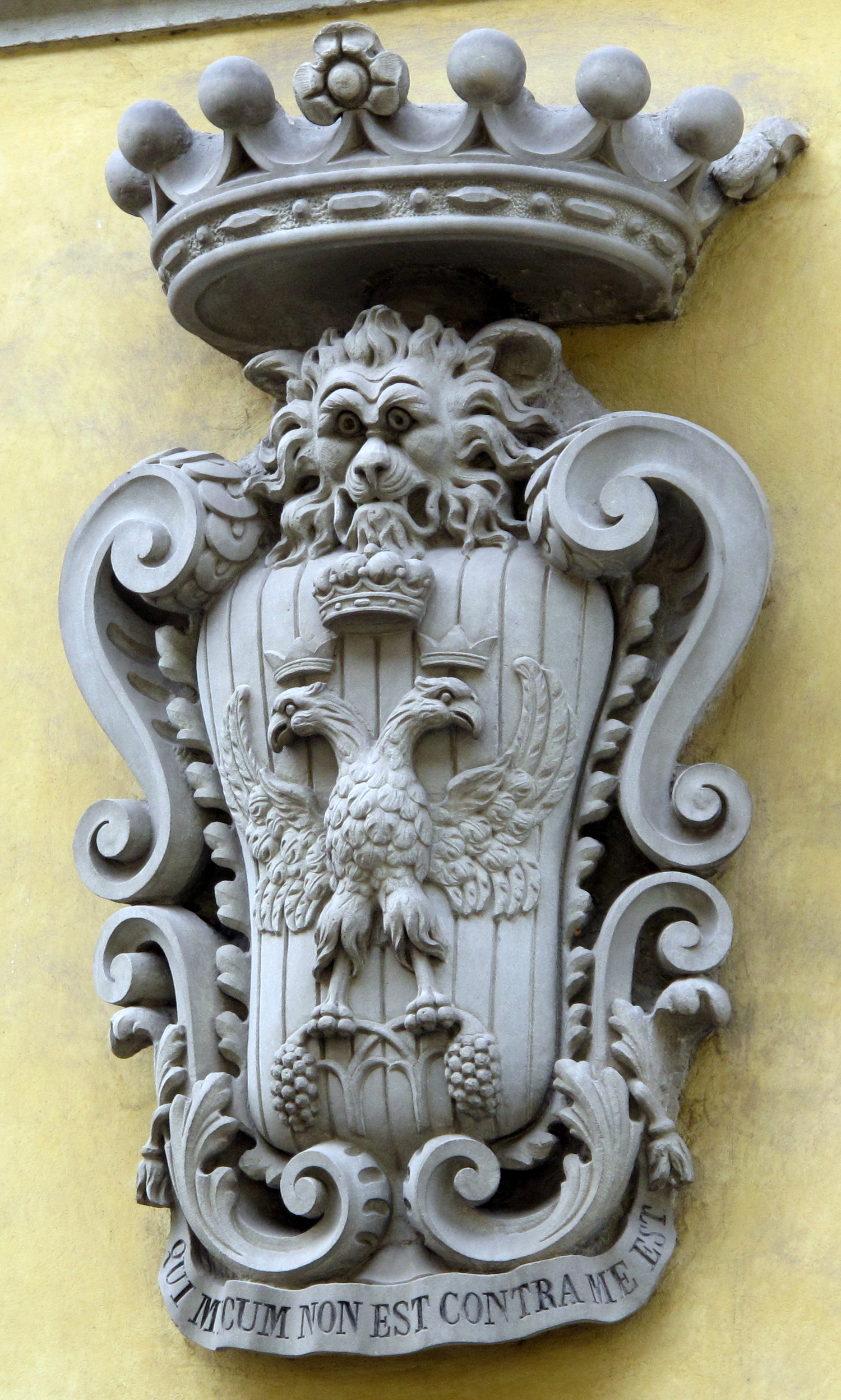
Stemma Pannocchieschi

Francesco d'Elci (Siena, 6 ottobre 1707 – Roma, 4 aprile 1787) è stato un cardinale italiano.

## Biografia
Non ricevette gli ordini sacri. Partecipò al conclave del 1774-1775 che vide eletto il pontefice Pio VI.